# Llista d'ocells de Nova Jersey
Aquesta llista d'ocells de Nova Jersey inclou totes les espècies d'ocells trobats a Nova Jersey: 471, de les quals 8 es troben globalment amenaçades d'extinció i 6 hi foren introduïdes.
Els ocells s'ordenen per famílies i espècies:

## Anatidae
- Dendrocygna autumnalis
- Dendrocygna bicolor
- Anser albifrons
- Chen caerulescens
- Chen rossii
- Branta hutchinsii
- Branta canadensis
- Branta bernicla
- Cygnus olor
- Cygnus columbianus
- Aix sponsa
- Anas strepera
- Anas penelope
- Anas americana
- Anas rubripes
- Anas platyrhynchos
- Anas discors
- Anas cyanoptera
- Anas clypeata
- Anas acuta
- Anas querquedula
- Anas crecca
- Aythya valisineria
- Aythya americana
- Aythya collaris
- Aythya fuligula
- Aythya marila
- Aythya affinis
- Somateria spectabilis
- Somateria mollissima
- Histrionicus histrionicus
- Camptorhynchus labradorius
- Melanitta perspicillata
- Melanitta fusca
- Melanitta nigra
- Clangula hyemalis
- Bucephala albeola
- Bucephala clangula
- Bucephala islandica
- Lophodytes cucullatus
- Mergus merganser
- Mergus serrator
- Oxyura jamaicensis

## Phasianidae
- Phasianus colchicus
- Bonasa umbellus
- Tympanuchus cupido
- Meleagris gallopavo

## Odontophoridae
- Colinus virginianus

## Gaviidae
- Gavia stellata
- Gavia pacifica
- Gavia immer

## Podicipedidae
- Podilymbus podiceps
- Podiceps auritus
- Podiceps grisegena
- Podiceps nigricollis
- Aechmophorus occidentalis

## Diomedeidae
- Thalassarche chlororhynchos
- Thalassarche melanophris

## Procellariidae
- Fulmarus glacialis
- Pterodroma hasitata
- Calonectris diomedea
- Puffinus gravis
- Puffinus bulleri
- Puffinus griseus
- Puffinus puffinus
- Puffinus lherminieri

## Hydrobatidae
- Oceanites oceanicus
- Pelagodroma marina
- Oceanodroma leucorhoa
- Oceanodroma castro

## Phaethontidae
- Phaethon lepturus
- Phaethon aethereus

## Sulidae
- Sula dactylatra
- Sula leucogaster
- Morus bassanus

## Pelecanidae
- Pelecanus erythrorhynchos
- Pelecanus occidentalis

## Phalacrocoracidae
- Phalacrocorax auritus
- Phalacrocorax carbo

## Anhingidae
- Anhinga anhinga

## Fregatidae
- Fregata magnificens

## Ardeidae
- Botaurus lentiginosus
- Ixobrychus exilis
- Ardea herodias
- Ardea alba
- Egretta thula
- Egretta caerulea
- Egretta tricolor
- Egretta rufescens
- Bubulcus ibis
- Butorides virescens
- Nycticorax nycticorax
- Nyctanassa violacea

## Threskiornithidae
- Eudocimus albus
- Plegadis falcinellus
- Plegadis chihi
- Platalea ajaja
- Mycteria americana

## Cathartidae
- Coragyps atratus
- Cathartes aura

## Pandionidae
- Pandion haliaetus

## Accipitridae
- Elanoides forficatus
- Elanus leucurus
- Ictinia mississippiensis
- Haliaeetus leucocephalus
- Circus cyaneus
- Accipiter striatus
- Accipiter cooperii
- Accipiter gentilis
- Buteo lineatus
- Buteo platypterus
- Buteo swainsoni
- Buteo jamaicensis
- Buteo lagopus
- Aquila chrysaetos

## Falconidae
- Falco tinnunculus
- Falco sparverius
- Falco columbarius
- Falco rusticolus
- Falco peregrinus

## Rallidae
- Coturnicops noveboracensis
- Laterallus jamaicensis
- Crex crex
- Rallus longirostris
- Rallus elegans
- Rallus limicola
- Porzana carolina
- Porphyrio martinica
- Gallinula chloropus
- Fulica americana

## Gruidae
- Grus canadensis

## Charadriidae
- Vanellus vanellus
- Pluvialis squatarola
- Pluvialis dominica
- Pluvialis fulva
- Charadrius mongolus
- Charadrius wilsonia
- Charadrius semipalmatus
- Charadrius melodus
- Charadrius vociferus

## Haematopodidae
- Haematopus palliatus

## Recurvirostridae
- Himantopus mexicanus
- Recurvirostra americana

## Scolopacidae
- Actitis macularius
- Tringa solitaria
- Tringa erythropus
- Tringa melanoleuca
- Tringa semipalmata
- Tringa flavipes
- Bartramia longicauda
- Numenius borealis
- Numenius phaeopus
- Numenius americanus
- Limosa limosa
- Limosa haemastica
- Limosa lapponica
- Limosa fedoa
- Arenaria interpres
- Calidris canutus
- Calidris alba
- Calidris pusilla
- Calidris mauri
- Calidris ruficollis
- Calidris minuta
- Calidris minutilla
- Calidris fuscicollis
- Calidris bairdii
- Calidris melanotos
- Calidris acuminata
- Calidris maritima
- Calidris alpina
- Calidris ferruginea
- Calidris himantopus
- Tryngites subruficollis
- Philomachus pugnax
- Limnodromus griseus
- Limnodromus scolopaceus
- Gallinago delicata
- Scolopax rusticola
- Scolopax minor
- Phalaropus tricolor
- Phalaropus lobatus
- Phalaropus fulicarius

## Laridae
- Larus atricilla
- Larus pipixcan
- Larus minutus
- Larus ridibundus
- Larus philadelphia
- Larus crassirostris
- Larus delawarensis
- Larus californicus
- Larus argentatus
- Larus thayeri
- Larus glaucoides
- Larus fuscus
- Larus hyperboreus
- Larus marinus
- Xema sabini
- Rissa tridactyla
- Rhodostethia rosea
- Pagophila eburnea
- Anous stolidus
- Onychoprion fuscatus
- Onychoprion anaethetus
- Sternula antillarum
- Phaetusa simplex
- Gelochelidon nilotica
- Hydroprogne caspia
- Chlidonias niger
- Chlidonias leucopterus
- Chlidonias hybrida
- Sterna dougallii
- Sterna hirundo
- Sterna paradisaea
- Sterna forsteri
- Thalasseus maximus
- Thalasseus sandvicensis
- Rynchops niger
- Stercorarius skua
- Stercorarius maccormicki
- Stercorarius pomarinus
- Stercorarius parasiticus
- Stercorarius longicaudus

## Alcidae
- Alle alle
- Uria aalge
- Uria lomvia
- Alca torda
- Cepphus grylle
- Fratercula arctica

## Columbidae
- Columba livia
- Patagioenas fasciata
- Streptopelia decaocto
- Zenaida asiatica
- Zenaida macroura
- Ectopistes migratorius
- Columbina passerina

## Psittacidae
- Myiopsitta monachus

## Cuculidae
- Coccyzus americanus
- Coccyzus erythropthalmus
- Crotophaga sulcirostris

## Tytonidae
- Tyto alba

## Strigidae
- Megascops asio
- Bubo virginianus
- Bubo scandiacus
- Surnia ulula
- Strix varia
- Asio otus
- Asio flammeus
- Aegolius funereus
- Aegolius acadicus

## Caprimulgidae
- Chordeiles minor
- Caprimulgus carolinensis
- Caprimulgus vociferus

## Apodidae
- Chaetura pelagica

## Trochilidae
- Colibri thalassinus
- Archilochus colubris
- Archilochus alexandri
- Stellula calliope
- Selasphorus rufus
- Selasphorus sasin

## Cerylidae
- Ceryle alcyon

## Picidae
- Melanerpes erythrocephalus
- Melanerpes carolinus
- Sphyrapicus varius
- Picoides pubescens
- Picoides villosus
- Picoides borealis
- Picoides dorsalis
- Picoides arcticus
- Colaptes auratus
- Dryocopus pileatus

## Tyrannidae
- Contopus cooperi
- Contopus virens
- Empidonax flaviventris
- Empidonax virescens
- Empidonax alnorum
- Empidonax traillii
- Empidonax minimus
- Sayornis phoebe
- Sayornis saya
- Pyrocephalus rubinus
- Myiarchus cinerascens
- Myiarchus crinitus
- Tyrannus verticalis
- Tyrannus tyrannus
- Tyrannus dominicensis
- Tyrannus forficatus
- Tyrannus savana

## Laniidae
- Lanius ludovicianus
- Lanius excubitor

## Vireonidae
- Vireo griseus
- Vireo bellii
- Vireo flavifrons
- Vireo cassinii
- Vireo solitarius
- Vireo gilvus
- Vireo philadelphicus
- Vireo olivaceus

## Corvidae
- Cyanocitta cristata
- Corvus brachyrhynchos
- Corvus ossifragus
- Corvus corax

## Alaudidae
- Eremophila alpestris

## Hirundinidae
- Progne subis
- Progne tapera
- Tachycineta bicolor
- Tachycineta thalassina
- Stelgidopteryx serripennis
- Riparia riparia
- Petrochelidon pyrrhonota
- Petrochelidon fulva
- Hirundo rustica

## Paridae
- Poecile carolinensis
- Poecile atricapillus
- Poecile hudsonica
- Baeolophus bicolor

## Sittidae
- Sitta canadensis
- Sitta carolinensis
- Sitta pusilla

## Certhiidae
- Certhia americana

## Troglodytidae
- Salpinctes obsoletus
- Thryothorus ludovicianus
- Thryomanes bewickii
- Troglodytes aedon
- Troglodytes troglodytes
- Cistothorus platensis
- Cistothorus palustris

## Regulidae
- Regulus satrapa
- Regulus calendula

## Sylviidae
- Polioptila caerulea

## Turdidae
- Oenanthe oenanthe
- Sialia sialis
- Sialia currucoides
- Myadestes townsendi
- Catharus fuscescens
- Catharus minimus
- Catharus bicknelli
- Catharus ustulatus
- Catharus guttatus
- Hylocichla mustelina
- Turdus migratorius
- Ixoreus naevius

## Mimidae
- Dumetella carolinensis
- Mimus polyglottos
- Oreoscoptes montanus
- Toxostoma rufum

## Sturnidae
- Sturnus vulgaris

## Motacillidae
- Anthus rubescens

## Bombycillidae
- Bombycilla garrulus
- Bombycilla cedrorum

## Parulidae
- Vermivora pinus
- Vermivora chrysoptera
- Vermivora peregrina
- Vermivora celata
- Vermivora ruficapilla
- Vermivora virginiae
- Parula americana
- Dendroica petechia
- Dendroica pensylvanica
- Dendroica magnolia
- Dendroica tigrina
- Dendroica caerulescens
- Dendroica coronata
- Dendroica nigrescens
- Dendroica virens
- Dendroica townsendi
- Dendroica fusca
- Dendroica dominica
- Dendroica pinus
- Dendroica discolor
- Dendroica palmarum
- Dendroica castanea
- Dendroica striata
- Dendroica cerulea
- Mniotilta varia
- Setophaga ruticilla
- Protonotaria citrea
- Helmitheros vermivorum
- Limnothlypis swainsonii
- Seiurus aurocapilla
- Seiurus noveboracensis
- Seiurus motacilla
- Oporornis formosus
- Oporornis agilis
- Oporornis philadelphia
- Oporornis tolmiei
- Geothlypis trichas
- Wilsonia citrina
- Wilsonia pusilla
- Wilsonia canadensis
- Icteria virens

## Thraupidae
- Piranga rubra
- Piranga olivacea
- Piranga ludoviciana

## Emberizidae
- Pipilo chlorurus
- Pipilo maculatus
- Pipilo erythrophthalmus
- Aimophila cassinii
- Aimophila aestivalis
- Spizella arborea
- Spizella passerina
- Spizella pallida
- Spizella pusilla
- Pooecetes gramineus
- Chondestes grammacus
- Amphispiza bilineata
- Calamospiza melanocorys
- Passerculus sandwichensis
- Ammodramus savannarum
- Ammodramus henslowii
- Ammodramus leconteii
- Ammodramus nelsoni
- Ammodramus caudacutus
- Ammodramus maritimus
- Passerella iliaca
- Melospiza melodia
- Melospiza lincolnii
- Melospiza georgiana
- Zonotrichia albicollis
- Zonotrichia querula
- Zonotrichia leucophrys
- Zonotrichia atricapilla
- Junco hyemalis
- Calcarius lapponicus
- Calcarius pictus
- Calcarius ornatus
- Plectrophenax nivalis

## Cardinalidae
- Cardinalis cardinalis
- Pheucticus ludovicianus
- Pheucticus melanocephalus
- Passerina caerulea
- Passerina cyanea
- Passerina ciris
- Spiza americana

## Icteridae
- Dolichonyx oryzivorus
- Agelaius phoeniceus
- Sturnella magna
- Sturnella neglecta
- Xanthocephalus xanthocephalus
- Euphagus carolinus
- Euphagus cyanocephalus
- Quiscalus quiscula
- Quiscalus major
- Molothrus ater
- Icterus spurius
- Icterus bullockii
- Icterus galbula

## Fringillidae
- Fringilla montifringilla
- Pinicola enucleator
- Carpodacus purpureus
- Carpodacus mexicanus
- Loxia curvirostra
- Loxia leucoptera
- Carduelis flammea
- Carduelis hornemanni
- Carduelis pinus
- Carduelis tristis
- Coccothraustes vespertinus

## Passeridae
- Passer domesticus[1][2]